# 브라운 대 엔터테인먼트 상업 협회
브라운 대 엔터테인먼트 상업 협회(Brown v. Entertainment Merchants Association, 564 U.S. 786(2011))는 부모의 감독 없이 어린이에게 특정 폭력적인 비디오 게임을 판매하는 것을 금지하는 2005년 캘리포니아주 법률을 무효화한 미국 연방 대법원의 획기적인 결정이었다. 7-2 판결에서 법원은 하급 법원의 판결을 확인하고 법을 무효화하여 비디오 게임이 다른 형태의 미디어와 마찬가지로 미국 수정 헌법 제1조에 따라 표현의 보호를 받는다고 판결했다.
이번 판결은 비디오 게임 산업의 의미 있는 승리로 평가됐다. 법원의 몇몇 판사들은 비디오 게임의 특성 변화와 지속적으로 발전하는 기술을 고려하여 이 문제를 향후 재검토해야 할 수도 있다고 이야기했다.